# Astrum Argentum

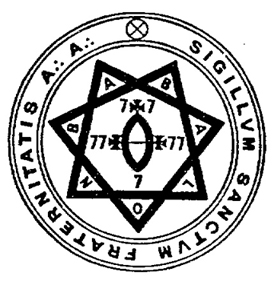
Selo da Astrum Argentum.

Astrum Argentum é uma ordem ocultista fundada por Aleister Crowley e George Cecil Jones em 1907, dedicada à evolução espiritual através da "lei de Thelema", herdeira direta da estrutura da famosa ordem Golden Dawn, operante entre os séculos XIX e XX. Ela é extremamente influenciada pelo misticismo cristão e judaico, sendo uma mescla de diversos elementos, inclusive orientais. As influências mais marcantes são a cabala, a ioga e a magia cerimonial. A ordem tem o Livro da Lei como obra central.

## História
Tanto Crowley quanto Cecil Jones foram membros da primeira Golden Dawn, e após desavenças internas decidiram fundar uma versão própria da "Grande Fraternidade Branca" na Terra.
Após uma (re)celebração do velho ritual do Adeptus Minor em 27 de Julho de 1906, ambos foram envolvidos em uma experiência mística que ultrapassou os resultados esperados. Dois dias mais Contratos em Aberto/Renegociado tarde, discutiram a criação de uma nova Ordem e Jones queria a autorização de uma alta autoridade. Celebraram o Ritual do Equinócio de Outono e continuaram a desenvolver a base do novo sistema.
Entre setembro e dezembro de 1906, coisas extraordinárias aconteceram: Sabe-se apenas o que Crowley estava fazendo, pelos escritos de seu diário, porém não sabemos o que Jones estava fazendo, apenas o resultado. Em Dezembro ambos prepararam a admissão à Ordem da S.·.S.·., através do grau de Magister Templi. Crowley disse , em seu diário em 7 de Dezembro , que Jones o escreveu do "Samadhi - dhattu". No dia 10, Jones visitou Crowley e disse: " O.M. (Crowley) é 8°=3° ".
Os dois passaram o natal juntos e posteriormente um validou a entrada do outro na Terceira Ordem. No dia 8 de Abril de 1907, Crowley escreve a Jones para aprovar a Lição de História da A∴ A∴ (Liber LXI vel Causæ).
Eles receberam a autorização que Jones queria.
Em 1911 devido a publicidade que Crowley fazia de si mesmo e da publicação de materiais no órgão divulgador oficial da A∴ A∴, a revista The Equinox, a ordem passou a ser atacada pelos jornais, descrita como satânica e pervertida etc. Isso culminou num processo de G.C. Jones contra o tabloide The Looking Glass, que insinuava uma possível relação homossexual com Crowley (bissexual na Inglaterra Vitoriana, um escândalo). A audiência foi tendenciosa, principalmente quando uma das testemunhas de defesa do jornal era nada mais nada menos do que S.L. Mathers, ex-instrutor e ex-amigo de Crowley. Querendo vingança contra Crowley sobre um desentendimento de ambos, Mathers ajudou a quebrar a relação de Jones com ele.
No final, Jones e outro membro de alto grau da Ordem, J. F. C. Fuller, romperam com Crowley. Ao invés de enfraquecer a A∴ A∴, o evento a promoveu, garantindo a sua existência até hoje, mesmo que sob uma nova forma.
- texto retirado do site http://www.astrumargentum.org